# Karel Houben

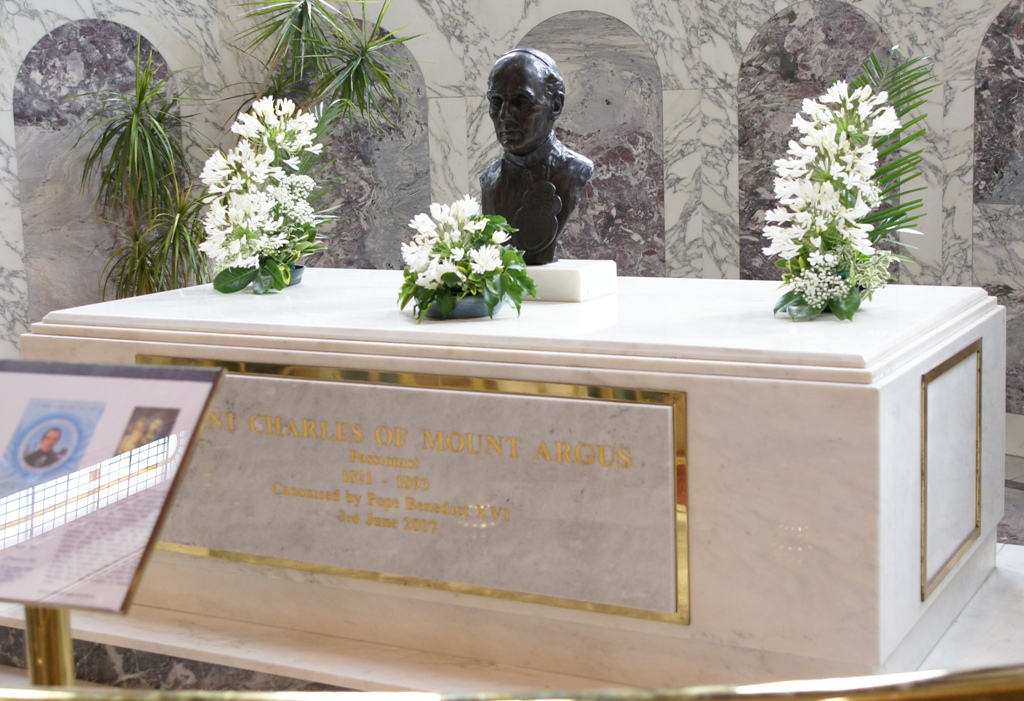
De tombe van Pater Karel (Father Charles) in Mount Argus Church te Dublin

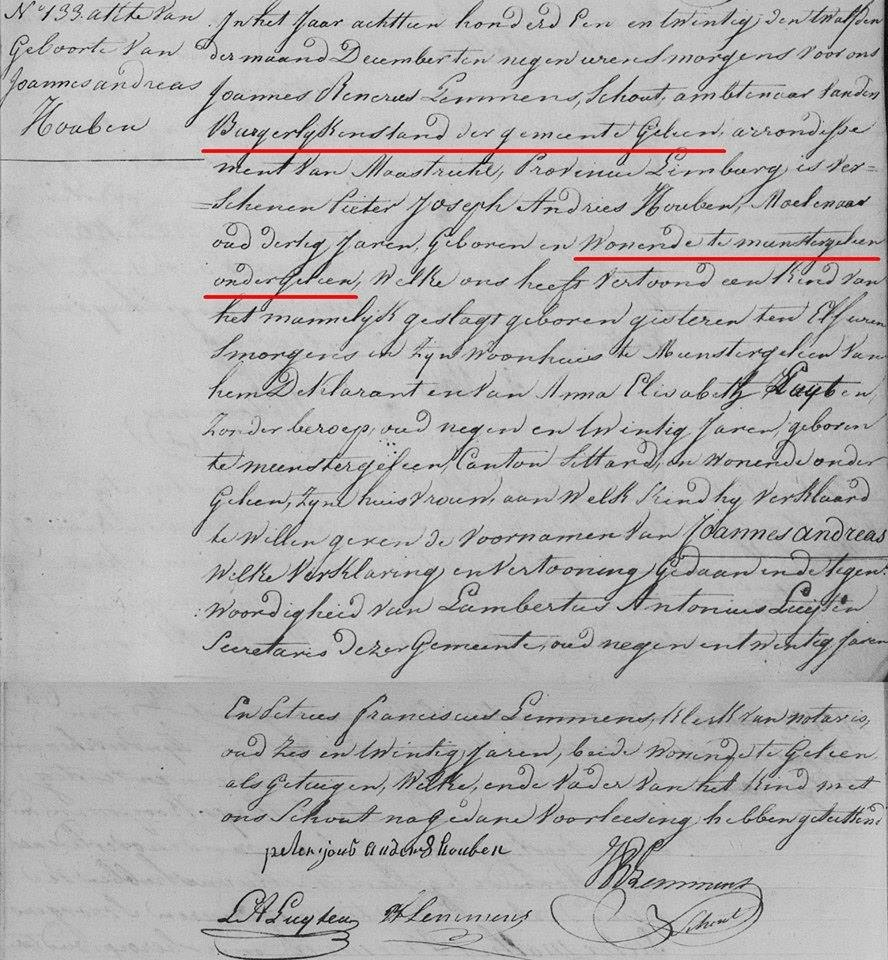
Geboorteregister Gemeente Geleen

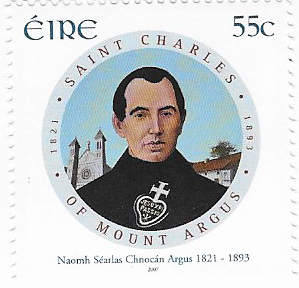
Uitgave postzegel in Ierland ter ere van heiligverklaring van Pater Karel.

Joannes Andreas (Karel) Houben (Geleen, 11 december 1821 – Dublin, 5 januari 1893) was een Nederlandse pater van de congregatie der Passionisten. Op 3 juni 2007 werd hij heilig verklaard.

## Biografie
Hij trad in 1845 als Karel van Sint Andries in bij de congregatie der Passionisten in Ere (België). Hij heeft zijn professie afgelegd op 10 december 1846 en werd op 21 december 1850 tot priester gewijd. Hij werd naar het klooster van Mount Argus bij Dublin uitgestuurd en werd later vermaard om zijn genezingskracht. Veel Ieren bezochten hem om troost en genezing te vinden. Er werden wonderbaarlijke genezingen gemeld. Pater Karel kreeg de bijnaam 'de man met de zegenende handen'.

## Verering
Na zijn dood bleven gelovigen zijn graf in Dublin bezoeken. Ook zijn geboortehuis, de Molen van Houben nu gelegen aan de Geleenbeek te Munstergeleen, werd een pelgrimsoord. 
In 1935 zetten de passionisten een proces tot heiligverklaring in gang. In zijn geboortehuis werd daartoe een gedachteniskapel ingericht die hoe langer hoe meer pelgrims trok. 
In 1949 werden de stoffelijke resten van Houben geplaatst in een praalgraf in Mount Argus Church te Dublin. 
In 1954 werd in de schuur van het watermolencomplex de Pater Karelkapel ingericht. In de jaren negentig van de 20e eeuw nam het aantal bezoekers hiervan toe, zowel bedevaartgangers als toeristen.
Openbaarvervoerbedrijf Veolia heeft een van zijn Velios-treinen naar hem vernoemd.

## Wonderen
Pater Karel Houben zou in december 1883 een doodgeboren baby tot leven hebben gewekt. Verder zou hij twee doodzieke mensen hebben genezen. Een daarvan betrof Dolf Dormans uit Munstergeleen die op voorspraak van Houben van een ongeneeslijke darmkwaal genas. Deze genezingen zijn door het Vaticaan als wonderen erkend. 

## Heiligverklaringsproces
Het verzoek om canonisatie van Karel Houben werd ingediend op 13 november 1935. 
In 1988 werd pater Karel zalig verklaard.
In 2007 volgde heiligverklaring door paus Benedictus XVI, waarbij zijn naamdag werd vastgesteld op 5 januari. Bij deze gebeurtenis in Rome waren namens de Nederlandse regering minister Ernst Hirsch Ballin van Justitie en staatssecretaris Frans Timmermans van Europese Zaken aanwezig.

## Karelhoeve te Munstergeleen

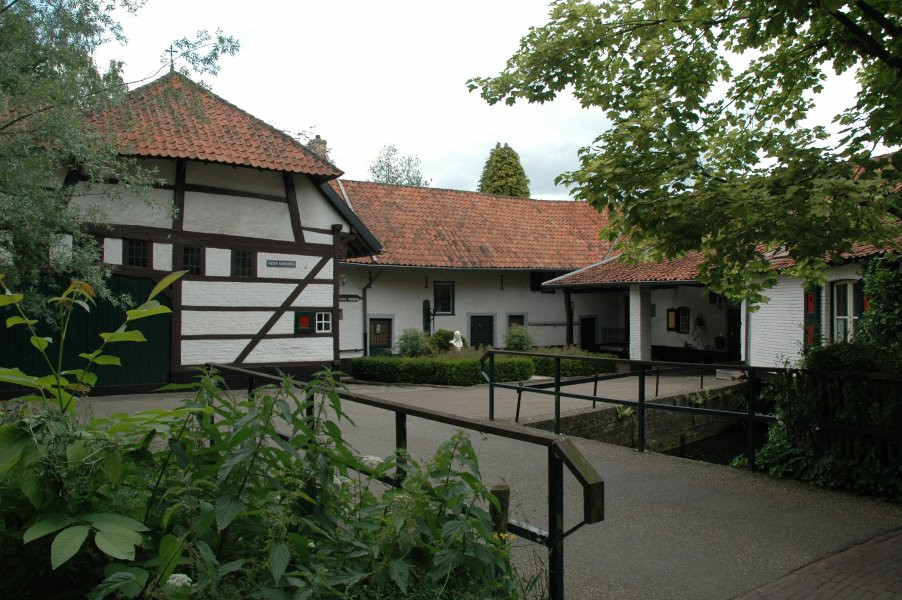
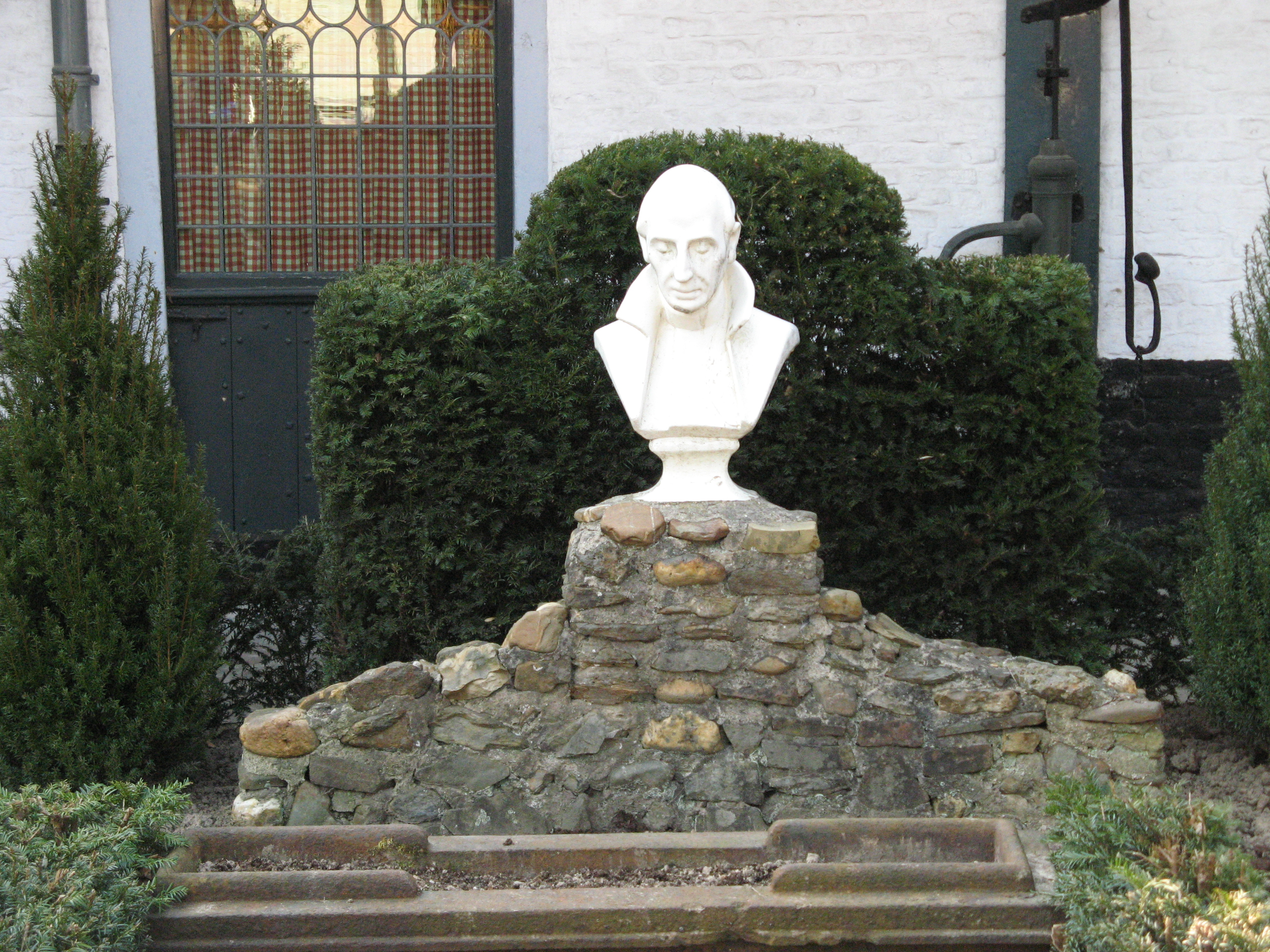
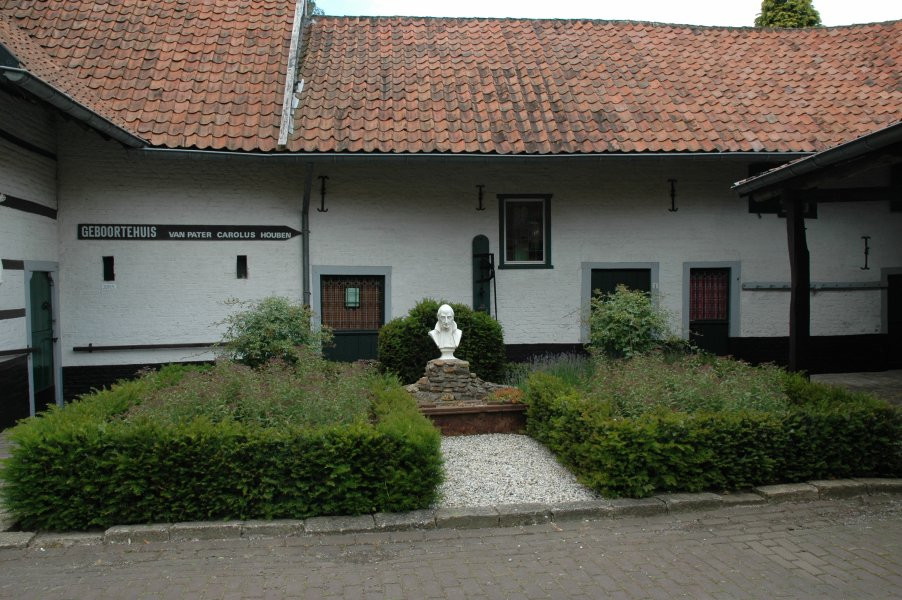